# Толькмицько (гміна)
Гмі́на Толькми́цько (пол. Gmina Tolkmicko) — місько-сільська гміна у північній Польщі. Належить до Ельблонзького повіту Вармінсько-Мазурського воєводства.
Станом на 31 грудня 2011 у гміні проживало 6875 осіб.

## Територія
Згідно з даними за 2007 рік площа гміни становила 225.30 км², у тому числі:
- орні землі: 20.00%
- ліси: 25.00%

Таким чином, площа гміни становить 15.75% площі повіту.

## Населення
Станом на 31 грудня 2011:
| Опис     | Загалом | Загалом | Чоловіки | Чоловіки | Жінки | Жінки |
| -------- | ------- | ------- | -------- | -------- | ----- | ----- |
| одиниця  | осіб    | %       | осіб     | %        | осіб  | %     |
| все      | 6875    | 100     | 3409     | 49.59    | 3466  | 50.41 |
| міське   | 2813    | 100     | 1350     | 47.99    | 1463  | 52.01 |
| сільське | 4062    | 100     | 2059     | 50.69    | 2003  | 49.31 |

## Сусідні гміни
Гміна Толькмицько межує з такими гмінами: Ельблонґ, Криниця-Морська, Мілеєво, Млинари, Фромборк, Штутово.